# Prodidomus flavidus
Prodidomus flavidus là một loài nhện trong họ Gnaphosidae.
Loài này thuộc chi Prodidomus. Prodidomus flavidus được Eugène Simon miêu tả năm 1884.